# Hors du gouffre
Pour plus de détails, voir Fiche technique et Distribution.
Hors du gouffre (The Man Who Came Back) est un film américain réalisé par Raoul Walsh, sorti en 1931.

## Synopsis
Le millionnaire new-yorkais Thomas Randolph coupe les vivres à son fils Stephen, lorsque celui-ci est encore une fois compromis dans un scandale. Envoyé à San Francisco, Stephen refuse alors de travailler dans la compagnie maritime de son père et s'entiche d'une chanteuse de cabaret, Angie. Son père l'envoie alors en Chine où, plusieurs mois après, il tombe sur Angie dans une fumerie d'opium. Ils reprennent alors leur relation. Un an plus tard, Stephen et Angie vivent désormais à Hawaï, où ils reçoivent la visite du Capitaine Trevelyan. Mais toutes ces rencontres sont-elles dues uniquement au hasard ?

## Fiche technique
- Titre original : The Man Who Came Back
- Titre français : Hors du gouffre
- Réalisation : Raoul Walsh
- Scénario : Edwin J. Burke, d'après la pièce de Jules Eckert Goodman et le roman de John Fleming Wilson
- Direction artistique : Joseph Urban
- Costumes : Sophie Wachner
- Photographie : Arthur Edeson
- Son : George Leverett (en)
- Montage : Harold Schuster
- Musique : Peter Brunelli, Arthur Kay
- Production : Raoul Walsh
- Société de production : Fox Film Corporation
- Société de distribution : Fox Film Corporation
- Pays de production :  États-Unis
- Langue originale : anglais
- Format : noir et blanc — 35 mm — 1,20:1 — son Mono (MovieTone)
- Genre : drame
- Durée : 74 minutes
- Date de sortie :
  - États-Unis : 11 janvier 1931

## Distribution
- Janet Gaynor : Angie Randolph
- Charles Farrell : Stephen Randolph
- Kenneth MacKenna : Capitaine Trevelyan
- William Holden : Thomas Randolph
- Mary Forbes : Mme Gaynes
- Ullrich Haupt Sr. : Charles Reisling
- William Worthington : Capitaine Gallon
- Peter Gawthorne (en) : Griggs
- Leslie Fenton : Baron le Duc